# Anthochloa lepidula
Anthochloa son un género monotípico de plantas herbáceas perteneciente a la familia de las poáceas. Su única especie, Anthochloa lepidula, es originaria de Sudamérica, donde se encuentra en las altas montañas de los Andes.

## Descripción
Es una planta diminuta perenne, cespitosa, con culmos de 5-10 cm de alto; herbácea; no ramificada arriba. Los brotes jóvenes intravaginales con hojas basales no agregadas; los márgenes no auriculados con vaina libre. Las láminas de las hojas son lineales; estrechas; de 1-3,5 mm de ancho, planas, o laminado (conduplicada); sin venación. Persistente la lígula en una membrana truncada de 0,5 mm de largo. Plantas bisexuales, con espiguillas bisexuales; con flores hermafroditas (pero con flores femeninas y estériles distales de la espiguilla). Inflorescencia con pocas espigas; paniculadas. Inflorescencia con ejes terminando en espiguillas.

## Taxonomía
Anthochloa lepidula fue descrita por Nees & Meyen y publicado en Reise um die Erde 2: 14. 1834.
Citología
El número base de cromosomas es: 2n = 42.
Etimología
Anthochloa: nombre genérico que deriva del griego anthos = ‘flor’, y chloa = ‘hierba’.
lepidula: epíteto latino que significa ‘agradable’.
Sinonimia
- Anthochloa lepida Nees & Meyen
- Anthochloa rupestris Remy